# 结构模体
结构模体（英語：structural motif）也称结构基序，是链样生物分子（如蛋白质或核酸）中普遍存在且具有特征性的局部三维结构（超二级结构）单元模式。结构模体常为某种功能決定部位，可出现在各种不同的、演化上不相关的链样分子中。结构模体使得我们无法预测蛋白的生物学功能：不同蛋白质或酶中的相同模体可能存在较大功能差异。
因为一级结构和三级结构之间的关系并不简单直接，两个生物聚合物可以共享同一个模体又缺乏明显的一级结构的相似性。换言之，一个结构模体不必要具有与一个序列模体相关。另外，序列模体的存在并不一定意味着一个独特的结构。例如，在大多数DNA模体中，假设该序列的DNA不从正常的“双螺旋”结构偏离。

## 蛋白质中的结构模体
在蛋白质中，结构模体通常只有几个二级结构组成，如“螺旋-转角-螺旋”，只有三个。
- β发夹：
- 希腊钥匙：

四股β链相互折叠形成三明治的形状
- Ω环：
- 螺旋-环-螺旋:
- 亮氨酸拉链:
- 螺旋-轉角-螺旋：